# Midnight (Coldplay)
Midnight è un singolo del gruppo musicale britannico Coldplay, pubblicato il 19 aprile 2014 come secondo estratto dal sesto album in studio Ghost Stories.

## Descrizione
Midnight è nato da un brano originariamente composto e prodotto da Jon Hopkins nel 2003. Intitolato Amphora, questo brano non è mai stato completato da Hopkins ed è stato parzialmente pubblicato dal blog musicale A Strangely Isolated Place su SoundCloud agli inizi del 2012.
Il brano è stato successivamente ripreso dai Coldplay, che, insieme ad Hopkins, hanno dato vita a Midnight. Il brano incorpora anche alcuni elementi di The Fourth State II di Hopkins, seconda parte di The Fourth State (presente nell'EP omonimo del 2008), e, rispetto a quanto realizzato in precedenza dal gruppo, si distingue per le sonorità vicine alla musica d'ambiente ed è caratterizzato dal cantato di Chris Martin mediante l'utilizzo di un vocoder e dal suono dei sintetizzatori.

## Video musicale
Il video musicale, diretto da Mary Wigmore, è stato presentato in anteprima su Vevo il 25 febbraio 2014 alle 18:00 UTC (mezzanotte a Ulan Bator, Mongolia). Esso è stato interamente girato mediante l'utilizzo di telecamere a raggi infrarossi.

## Tracce
Testi e musiche di Guy Berryman, Jonny Buckland, Will Champion, Chris Martin e Jon Hopkins
7", download digitale
1. Midnight – 4:54

Download digitale – Giorgio Moroder Remix
1. Midnight (Giorgio Moroder Remix) – 8:37

Download digitale – Midnight Remixes
1. Midnight (Phones 4AM Remix) – 10:56
2. Midnight (Henrik Schwarz Remix) – 8:41
3. Midnight (Giorgio Moroder Remix) – 8:37
4. Midnight (Jon Hopkins Remix) – 10:05

Download digitale – Kygo Remix
1. Midnight (Kygo Remix) – 5:16

## Formazione
- Chris Martin – voce, tastiera
- Jonny Buckland – tastiera
- Guy Berryman – arpa laser
- Will Champion – loop station, ReacTable

## Classifiche
| Classifica (2014)  | Posizione massima |
| ------------------ | ----------------- |
| Australia          | 25                |
| Austria            | 26                |
| Belgio (Fiandre)   | 8                 |
| Belgio (Vallonia)  | 1                 |
| Canada             | 27                |
| Danimarca          | 3                 |
| Francia            | 5                 |
| Italia             | 2                 |
| Lussemburgo        | 1                 |
| Nuova Zelanda      | 11                |
| Paesi Bassi        | 8                 |
| Regno Unito        | 48                |
| Stati Uniti        | 29                |
| Stati Uniti (rock) | 6                 |

## Date di pubblicazione
| Paese | Data di pubblicazione | Formato                                   |
| ----- | --------------------- | ----------------------------------------- |
| Mondo | 19 aprile 2014        | 7"                                        |
| Mondo | 21 aprile 2014        | Download digitale (Giorgio Moroder Remix) |
| Mondo | 29 aprile 2014        | Download digitale                         |
| Mondo | 12 maggio 2014        | Download digitale (Midnight Remixes)      |
| Mondo | 9 giugno 2014         | Download digitale (Kygo Remix)            |